# 拖拉机体育场
拖拉机体育场（Traktor Stadium）是白俄罗斯第二大的足球场，同时也是白俄罗斯足球联赛球队MTZ莱普足球俱乐部的主场，球场在1968年落成， 体育场是城市扩张计划的一部分，计划在苏维埃白俄罗斯共和国首都的每一个新郊区建一个体育场所区，以适应明斯克快速增长的人口（1960年到1980年的20年间明斯克的人口从50万激增至150万）。
拖拉机体育场是在1966年至1967年由来自明斯克建筑设计学院的苏联著名建筑师V. Min'kin和 v. Sadykov所设计，最初的计划包括建造一个取名为"Krasnoe Znamya"运动综合场所，但是始终没有成行。
体育场在1980年莫斯科奥运会之前得以重建，作为迪纳莫体育场的备用体育场。
第二次重建是在1997年包括一些细小的改装，安装了围栏和塑料固定座位，已达到欧洲足联的新标准。
体育场的新历史始于2005年，MTZ莱普俱乐部的拥有人Vladimir Romanov在和总统亚历山大·卢卡申科讨论有关扩建拖拉机体育场的可行性方案。卢卡申科总统支持Ukio Banko Investicine Grupe (UBIG)集团新运动和娱乐中心的方案

## 外部連結
- 官方網站（英文）